# Patronat roku ustanowiony przez Sejm Rzeczypospolitej Polskiej
Patronat roku ustanowiony przez Sejm Rzeczypospolitej Polskiej – coroczne wyróżnienie podejmowane okolicznościowo w drodze uchwały.
W myśl art. 33a Regulaminu Sejmu Rzeczypospolitej Polskiej projekt uchwały w sprawie ustanowienia danego roku rokiem osoby albo wydarzenia może być wniesiony do dnia 31 października poprzedniego roku, po czym Marszałek Sejmu kieruje projekt do pierwszego czytania do Komisji Kultury i Środków Przekazu, która do dnia 30 listopada przedstawia Sejmowi sprawozdania o projektach.

## Patronaty (chronologicznie)

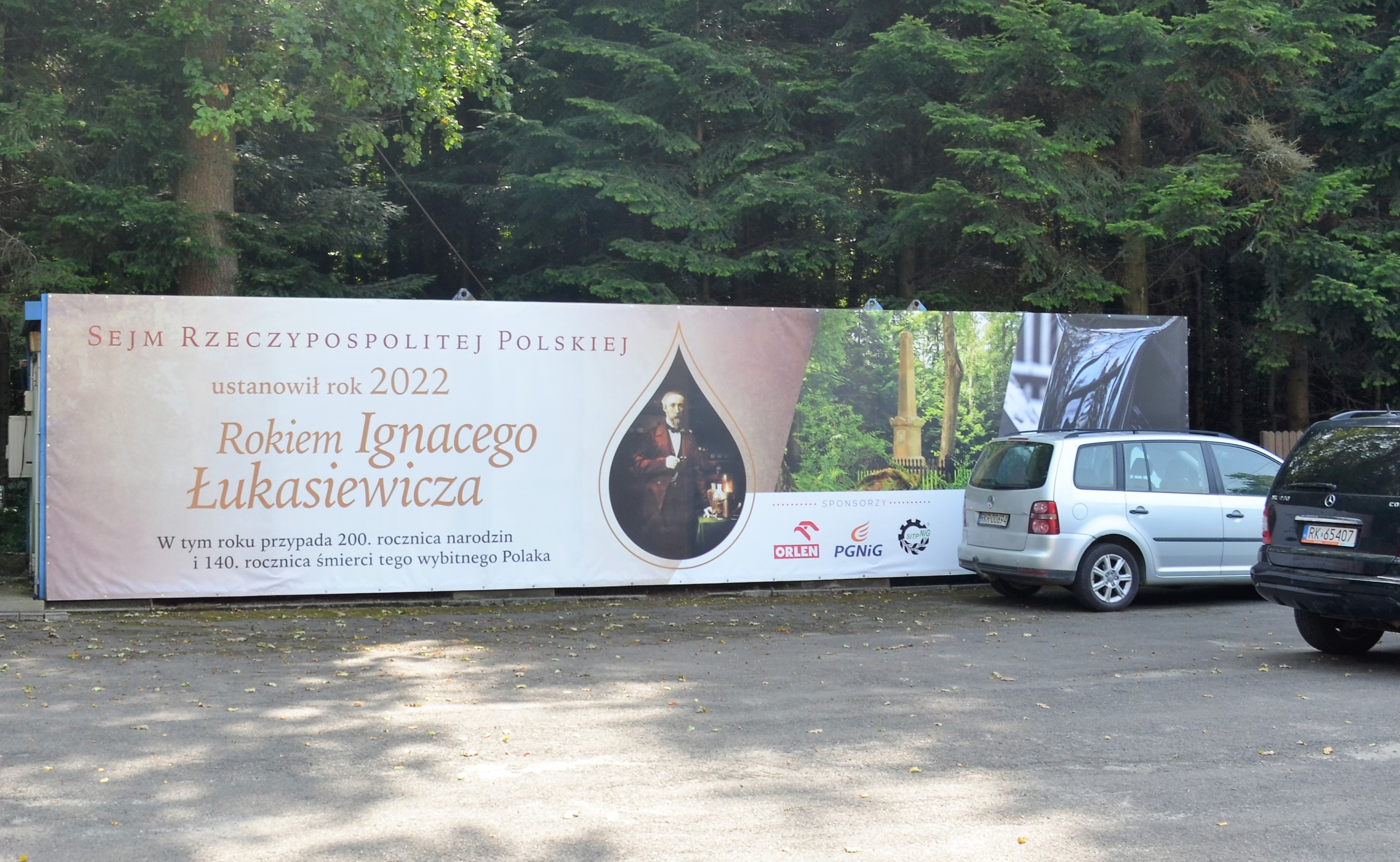
Baner na Podkarpaciu promujący Rok 2022 Ignacego Łukasiewicza

(Podane lata oznaczają każdorazowo rok obowiązywania patronatów)
- 2001: Stefan Wyszyński[2], Ignacy Jan Paderewski[3].
- 2002: Eugeniusz Kwiatkowski[4], Jan Kiepura[5].
- 2003: Władysław Sikorski[6], Aleksander Kamiński[6].
- 2004: Witold Gombrowicz[7], Władysław Grabski[8], Stefan Rowecki[9].
- 2006: Jerzy Giedroyc[10], Jan Łaski[11].
- 2007: Karol Szymanowski[12], Stanisław Wyspiański[13], Artur Rubinstein[14].
- 2008: Zbigniew Herbert[15], Niepodległość[16].
- 2009: rodzinna opieka zastępcza (Rok Rodzinnej Opieki Zastępczej)[17], Juliusz Słowacki[18].
- 2010: Fryderyk Chopin (Rok Chopinowski)[19][a].
- 2011: Czesław Miłosz[22], Maria Skłodowska-Curie[23], Jan Heweliusz[24].
- 2012: Janusz Korczak[25], Józef Ignacy Kraszewski[26], Piotr Skarga[27][28].
- 2013: Julian Tuwim[29], Jan Czochralski[30], Witold Lutosławski[31][32].
- 2014: Oskar Kolberg[33], Jan Karski[34], Jan z Dukli[35][36].
- 2015: Jan Długosz[37], Polski Teatr[38], Jan Paweł II[39], Jan Potocki[40].
- 2016: Jubileusz 1050-lecia Chrztu Polski[41], Cichociemni[42], Henryk Sienkiewicz[43], Feliks Nowowiejski[44][45]; solidarność polsko-węgierska[46][47].
- 2017: rzeka Wisła (Rok Rzeki Wisły)[48], Joseph Conrad Korzeniowski[49], Adam Chmielowski i Honorat Koźmiński[50], Tadeusz Kościuszko[51], Marszałek Józef Piłsudski[52], Władysław Biegański[53], 300-lecie Koronacji Obrazu Matki Bożej Częstochowskiej[54][55].
- 2018: Jubileusz 100-lecia odzyskania przez Polskę niepodległości[56], prawa kobiet[57], konfederacja barska[58], Irena Sendlerowa[59], Ignacy Tokarczuk[60], Pamięć Powstania Wielkopolskiego[61], Zbigniew Herbert[62].
- 2019: Gustaw Herling-Grudziński[63], powstania śląskie[64], Stanisław Moniuszko[65], Anna Walentynowicz[66], unia lubelska[67].
- 2020: Leopold Tyrmand[68], Jan Paweł II[69], Roman Ingarden[70], Stanisław Żółkiewski[71], Bitwa Warszawska[72], zaślubiny Polski z Morzem w Pucku[73].
- 2021: Stefan Wyszyński[74], Krzysztof Kamil Baczyński[75], Cyprian Kamil Norwid[76], Konstytucja 3 maja[77], Stanisław Lem[78], Tadeusz Różewicz[79], grupa Ładosia[80].
- 2022: Józef Wybicki[81], Maria Grzegorzewska[82], Wanda Rutkiewicz[83], Maria Konopnicka[84], Ignacy Łukasiewicz[85], Józef Mackiewicz[86][87], Romantyzm Polski[88].
- 2023: Wojciech Korfanty[89], Jerzy Nowosielski[90], Aleksander Fredro[91], Jadwiga Zamoyska[92], Maurycy Mochnacki[93], Aleksandra Piłsudska[94], Paweł Edmund Strzelecki[95].
- 2024: Antoni Baraniak[96], Marek Hłasko[97], Melchior Wańkowicz[98], Romuald Traugutt[99], Polscy Olimpijczycy[100], Kazimierz Wierzyński[101], Rodzina Ulmów[102], Zygmunt Miłkowski[103], Wincenty Witos[104].
- 2025: Stefan Żeromski[105], Franciszek Duszeńko[106], Olga Boznańska[107], Kazimierz Sosnkowski[108], Antoni Słonimski[109], Milenium Koronacji Dwóch Pierwszych Królów Polski w Gnieźnie (tj. Bolesława Chrobrego i Mieszka II Lamberta)[110], Polscy Bohaterowie z Katynia, Charkowa, Miednoje, Bykowni i innych miejsc (zob. zbrodnia katyńska)[111].

## Patronaty (tematycznie)
| Rok  | Patronat związany z osobą | Patronat związany z wydarzeniem historycznym                                                                          | Patronat związany z ideą                                      |
| ---- | --- | --- | ------------------------------------------------------------- |
| 2001 | - Ignacy Jan Paderewski | |                                                               |
| 2002 | - Eugeniusz Kwiatkowski, - Jan Kiepura | |                                                               |
| 2003 | - Władysław Sikorski - Aleksander Kamiński | |                                                               |
| 2004 | - Witold Gombrowicz, - Władysław Grabski, - Stefan Rowecki                                                                                     | |                                                               |
| 2006 | - Jerzy Giedroyc, - Jan Łaski | |                                                               |
| 2007 | - Karol Szymanowski, - Stanisław Wyspiański, - Artur Rubinstein                                                                                | |                                                               |
| 2008 | - Zbigniew Herbert | | - Niepodległość                                               |
| 2009 | - Juliusz Słowacki | | - rodzinna opieka zastępcza (Rok Rodzinnej Opieki Zastępczej) |
| 2010 | - Fryderyk Chopin (Rok Chopinowski) | |                                                               |
| 2011 | - Czesław Miłosz, - Maria Skłodowska-Curie, - Jan Heweliusz.                                                                                   | |                                                               |
| 2012 | - Janusz Korczak, - Józef Ignacy Kraszewski, - Piotr Skarga.                                                                                   | |                                                               |
| 2013 | - Julian Tuwim, - Jan Czochralski, - Witold Lutosławski.                                                                                       | |                                                               |
| 2014 | - Oskar Kolberg, - Jan Karski, - Jan z Dukli.                                                                                                  | |                                                               |
| 2015 | - Jan Długosz - Jan Paweł II, - Jan Potocki | | - Polski Teatr                                                |
| 2016 | - Cichociemni - Henryk Sienkiewicz, - Feliks Nowowiejski                                                                                       | - Jubileusz 1050-lecia Chrztu Polski                                                                                  | - solidarność polsko-węgierska                                |
| 2017 | - Joseph Conrad Korzeniowski, - Adam Chmielowski i Honorat Koźmiński, - Tadeusz Kościuszko, - Marszałek Józef Piłsudski, - Władysław Biegański | - 300-lecie Koronacji Obrazu Matki Bożej Częstochowskiej                                                              | - rzeka Wisła (Rok Rzeki Wisły)                               |
| 2018 | - Irena Sendlerowa, - Ignacy Tokarczuk - Zbigniew Herbert                                                                                      | - Jubileusz 100-lecia odzyskania przez Polskę niepodległości - konfederacja barska - Pamięć Powstania Wielkopolskiego | - prawa kobiet                                                |
| 2019 | - Gustaw Herling-Grudziński - Stanisław Moniuszko, - Anna Walentynowicz                                                                        | - powstania śląskie - unia lubelska                                                                                   |                                                               |
| 2020 | - Leopold Tyrmand, - Jan Paweł II, - Roman Ingarden, - Stanisław Żółkiewski,                                                                   | - Bitwa Warszawska, - zaślubiny Polski z Morzem w Pucku.                                                              |                                                               |
| 2021 | - Stefan Wyszyński, - Krzysztof Kamil Baczyński, - Cyprian Kamil Norwid, - Stanisław Lem, - Tadeusz Różewicz,                                  | - Konstytucja 3 maja.                                                                                                 |                                                               |